# Colombey-les-Belles
Colombey-les-Belles település Franciaországban, Meurthe-et-Moselle megyében. Lakosainak száma 1430 fő (2022. január 1.). Colombey-les-Belles Allain, Bagneux, Barisey-au-Plain, Crépey, Selaincourt és Autreville községekkel határos.

## Népesség
A település népességének változása:
| Lakosok száma | 723  | 949  | 1080 | 1378 | 1431 | 1449 | 1459 | 1449 | 1443 | 1430 |
|               | 1968 | 1982 | 1990 | 2006 | 2013 | 2015 | 2017 | 2019 | 2020 | 2022 |